# Altenia scriptella
Altenia scriptella — вид лускокрилих комах з родини виїмчастокрилі молі (Gelechiidae).

## Поширення
Вид поширений в Європі, Туреччині і на Кавказі.

## Опис
Розмах крил 10-15 мм.

## Спосіб життя
Дорослі особини розлітаються з червня по липень в одному поколінні на рік. Личинки живляться різними видами клена: Acer campestris, Acer pseudoplatanus і Acer platanoides. Вони живуть в складеному листі рослини-господаря. Зимує вид на стадії лялечки.